# Misfits (album)
Pour les articles homonymes, voir Misfits.
Albums de The Kinks
Sleepwalker
(1977) Low Budget
(1979)
Singles
1. A Rock 'n' Roll Fantasy (en)
Sortie : 19 mai 1978
2. Live Life (en)
Sortie : 14 juillet 1978
3. Black Messiah (en)
Sortie : 29 septembre 1978

Misfits est le dix-septième album studio du groupe britannique de rock The Kinks. Il est sorti en 1978 sur le label Arista Records.

## Fiche technique

### Titres
Toutes les chansons sont écrites et composées par Ray Davies, sauf mention contraire.
| 1. | Misfits (en)                 | 4:44 |
| 2. | Hay Fever                    | 3:34 |
| 3. | Black Messiah (en)           | 3:47 |
| 4. | A Rock 'n' Roll Fantasy (en) | 5:01 |
| 5. | In a Foreign Land            | 3:04 |

| 6.  | Permanent Waves     |             | 3:50 |
| 7.  | Live Life (en)      |             | 4:10 |
| 8.  | Out of the Wardrobe |             | 3:39 |
| 9.  | Trust Your Heart    | Dave Davies | 4:13 |
| 10. | Get Up              |             | 3:20 |

La version remasterisée au format CD de Misfits inclut quatre morceaux supplémentaires :
| 11. | Black Messiah (remix paru en single)                           | 3:37 |
| 12. | Father Christmas                                               | 3:42 |
| 13. | A Rock & Roll Fantasy (version parue en single aux États-Unis) | 4:01 |
| 14. | Live Life (remix paru en single aux États-Unis)                | 3:47 |

### Musiciens

#### The Kinks
- Ray Davies : chant, guitare, piano, synthétiseur
- Dave Davies : guitare, chœurs, chant sur Trust Your Heart
- Mick Avory : batterie et percussions sur tous les morceaux sauf Trust Your Heart, A Rock 'n' Roll Fantasy et Get Up
- John Gosling : piano, orgue, synthétiseur
- Andy Pyle : basse sur tous les morceaux sauf In a Foreign Land, Live Life, A Rock 'n' Roll Fantasy et Get Up

#### Musiciens supplémentaires
- Nick Trevisik : batterie sur Trust Your Heart, A Rock 'n' Roll Fantasy et Get Up
- John Dalton : basse sur In a Foreign Land
- Ron Lawrence : basse sur Live Life, A Rock 'n' Roll Fantasy et Get Up
- Zaine Griff : overdubs de basse
- Clem Cattini : overdubs de batterie
- John Beecham : trombone sur Black Messiah
- Nick Newall : clarinette sur Black Messiah
- Mike Cotton : trompette sur Black Messiah

### Équipe de production
- Ray Davies : production
- Steve Waldman : ingénieur du son
- James Wedge : photographie